# Pullendorf
Pullendorf ist ein Gemeindeteil der Stadt Pottenstein im Landkreis Bayreuth (Oberfranken, Bayern). Pullendorf liegt in der Gemarkung Hohenmirsberg.

## Lage
Der Weiler liegt auf einer Waldlichtung, etwa 6 km nordöstlich von Pottenstein. Eine Verbindungsstraße führt nach Hohenmirsberg zur Staatsstraße 2163.

## Geschichte
Pullendorf wurde 1303 im Zusammenhang mit einem Cunrad als „Billendorf“ das erste Mal urkundlich erwähnt. Der Ortsname bedeutet etwa Dorf des Buolo. 1362 wurde Pullendorf als Lehen der Landgrafen von Leuchtenberg geführt.
Der Gemeindeteil der ehemaligen Gemeinde Hohenmirsberg im damaligen Landkreis Pegnitz wurde im Zuge der Gemeindegebietsreform zusammen mit seinem Hauptort im Jahr 1972 nach Pottenstein eingegliedert.